# Pointon
Pointon – wieś w Anglii, w hrabstwie Lincolnshire. Leży 43 km na południe od Lincoln i 153 km na północ od Londynu.